# روبرت جيمس هندرسون
روبرت جيمس هندرسون هو فلاح وسياسي كندي، ولد في 15 أغسطس 1877، وتوفي في 24 أبريل 1953. حزبياً، نشط في الحزب الكندي التقدمي المحافظ. وقد انتخب عضو مجلس العموم الكندي.